# Pathos Ethos Logos
Pathos Ethos Logos é uma longa-metragem de ensaio dramática portuguesa de 2021, realizada, escrita e editada por Joaquim Pinto e Nuno Leonel. O filme é protagonizado por Ângela Cerveira, Rafaela Jacinto e Fabiana Silva, interpretando três mulheres de diferentes origens e décadas. A narrativa decorre em 2017, 2028 e 2037, explorando como os caminhos das protagonistas se cruzam nas suas tentativas de viver uma existência plena.
Com uma duração de 641 minutos, Pathos Ethos Logos é um dos filmes mais longos já produzidos, pelo que a sua distribuição foi feita dividindo a obra numa trilogia. A longa-metragem fez parte do programa do 74º Festival Internacional de Cinema de Locarno, onde estreou em agosto de 2021 (a primeira parte, Pathos, foi exibida no dia 9, Ethos no dia 10 e Logos no dia 11 de agosto). Nos cinemas em Portugal, o filme foi lançado comercialmente pela Midas Filmes a 14 de abril de 2022.

## Sinopse
Entre a evidência carnal e a transcendência religiosa, a existência e caminhos de três mulheres de décadas diferentes atrai-se e cruza-se mutuamente. As três mulheres evocam fragmentos de histórias de indiferença, fé, silêncio, sobrevivência e incapacidade de amar, ao recuperar experiências e eventos da vida real.

##### Pathos
No ano 2028, Ângela, uma professora de história reformada, vive em isolamento voluntário numa casa cheia de fotos e postais do passado, de viagens e decapitações no contexto da guerra colonial. Neste ambiente, procura fazer as pazes com a memória da sua família. Preocupada com as batidas que ouve noutro andar, destranca-se do seu apartamento de Lisboa. No vão de escada encontra uma criança órfã, Ruben. Em plena véspera de Natal, é confrontada com uma decisão da hospitalidade. Paralelamente, um demónio surge prestes a agarrar um bebé em panos, mas é imediatamente morto com um golpe de espada desferido por um anjo com as características femininas de Ângela.

#### Ethos
Em 2017, uma jovem assistente de veterinária, Rafaela, busca o seu lugar no mundo. Ela dedica-se de corpo e alma ao bem dos outros, contra a vontade do seu pai, que sugere que pense mais em si mesma e na sua família. Rafaela decide deixar a sua carreira na clínica da tia para fazer parte dos Médicos sem Fronteiras.

#### Logos
No ambiente em plena desordem apocalíptica do ano 2037, reencontramos Ruben, já um homem adulto. Em conversa com Ângela sua mãe adotiva, ela afirma nunca ter querido ter filhos, sabendo que o mundo não sobreviveria por muito mais tempo. Quando enterra Ângela, Ruben tem de processar o trauma original da perda dos seus pais. Lendo o diário de Fabiana, a sua mãe biológica cigana, Ruben procura reconstruir o momento de seu próprio nascimento. A narrativa recua à gravidez de Fabiana, e à vida lisboeta que procura construir com o namorado Cláudio e Fúria, o cão de ambos. O dia-a-dia de Cláudio é passado a trabalhar numa cozinha industrial, cuidar de plantas, jogar rugby de rua e outras banalidades. Procurando um apartamento, o casal é acolhido por Ângela, que em breve partirá em viagem aos lugares da sua história familiar. Quando regressa a Lisboa, o casal desapareceu.

## Elenco
- Rafaela Jacinto;
- Ângela Cerveira;
- Fabiana Silva;
- Sofia Marques;
- Hugo Tourita;[13]
- Mariana Monteiro;
- Cláudio Ribeiro;
- Mário Coelho;
- Telmo Matias;
- Jaime Ribeiro;
- Ana Libório;
- B. F. Costa;
- Luís Miguel Cintra;
- Sofia Almendra;
- Francisco Ferreira:
- Eduarda Chiote;
- Joel Pina.[14]

## Produção

### Desenvolvimento
Sucedendo O Novo Testamento de Jesus Cristo Segundo João, o projeto começou com o desenvolvimento de Pathos em 2014, quando Joaquim Pinto e Nuno Leonel começaram a estudar a monja beneditina catalã Teresa Forcades e a sua perspetiva sobre a teologia feminista ao longo da história. A reflexão dos autores levou-os a focar-se em textos antigos sobre Maria Madalena e Víbia Perpétua, poemas e cartas de Vittoria Colonna e ensaios de Simone Weil. As personagens do argumento foram-se tornando versões contemporâneas e ficcionadas, inspiradas nestas personalidades históricas. A dupla Pinto - Leonel realizou algumas das primeiras filmagens ainda no ano 2014, que permitiram que a obra fosse submetida, mas eventualmente rejeitada duas vezes, pelo júri do concurso de bolsas de cinema do Instituto do Cinema e Audiovisual, por considerar o projeto demasiado ambicioso e irrealista. Depois de revista, a obra foi selecionada em 2016. Ainda assim, o processo de financiamento sofreu vários atrasos à assinatura do contrato de subvenção do ICA, devido a medidas cautelares e uma ação judicial ao concurso.
O filme receberia o financiamento apenas no final de abril de 2018, quando o argumento já havia sido expandido no que seria Pathos, Ethos e Logos. Ao longo dos adiamentos, os autores continuaram a escrever e a cruzar as inspirações femininas originais com excertos de Sófocles, Leonardo da Vinci, Luís de Camões, Padre António Vieira e Fernando Pessoa. Para além disto, segundo Nuno Leonel, "pensámos em dar continuidade às histórias das famílias dos atores principais, mas depois foi preciso abandonar essa ideia". Os atrasos fizeram com que soluções alternativas fossem necessárias para substituir atores que deixaram de estar disponíveis. Foram reunidos no elenco atores profissionais e outros sem experiência alguma.
Pathos Ethos Logos é uma longa-metragem de 641 minutos de duração, produzida pela Avant-Guerre, com coprodução Presente e C.R.I.M., e a participação financeira da Radiotelevisão Portuguesa.

### Rodagem
Os sucessivos atrasos ao financiamento também fizeram com que nunca existisse uma separação clara de funções entre atores e técnicos ao longo das várias fases de produção. Por exemplo, Ângela Cerveira foi simultaneamente diretora de produção e intérprete de um dos papeis principais; Mariana Monteiro, atriz, também foi responsável pelo guarda-roupa; e Rafaela Jacinto foi coprotagonista, colaborou na elaboração dos seus diálogos e filmou alguns planos. A maior parte das filmagens foi feita entre 2018 e 2019.

## Temáticas e estética
A narrativa não-linear de Pathos Ethos Logos é marcada por uma montagem errática que tenciona abarcar uma imensidão de temas ao longo da sua duração. Destacam-se os que se seguem.

### Cristianismo
O filme é composto por interlúdios visuais e auditivos, dedicados à palavra e à poesia, que resultam num universo expansivo abordando o impacto na contemporaneidade dos pilares de 2000 anos no Ocidente, e em particular na Península Ibérica, do Antigo e Novo Testamento assim como da vida e do legado dos santos. Deste modo, a obra oscila, por um lado mais positivo entre o significado da vida monástica, a arte, a história e a filosofia, mas também por outro não omite o colonialismo e os extermínios a que a cultura cristã deu origem. Pathos Ethos Logos apresenta corpos abusados para questionar se esse é o legado da humanidade. A conclusão dos autores parece ser outra. O Cristianismo é para Pinto - Leonel um código poético, um horizonte simbólico a ser reinventado, dando mais peso à força de amor do que de culpa. Pathos Ethos Logos assume-se um filme cristão dirigido a um mundo dessacralizado. Cristo é uma presença que atravessa todo o filme. Ao recitar a Bíblia católica e promover uma reflexão que a interliga a outras doutrinas teológicas, a obra torna-se um denso objeto de pensamento e parece culpar o Apocalipse da humanidade num desfasamento para com uma entidade divina. O crítico Luís Miguel Oliveira ressalva, ainda assim que o filme "não nos quer obrigar a nada se não a um retorno a essa posição de total abertura reflexiva, um filme feito para nos convencer da importância disso, razão provável por detrás do título “aristotélico”, que vai buscar os três da retórica tal como Aristóteles a definiu".
Os fragmentos de filosofia e teologia interligam-se também com uma linguagem de cinema. O cinéfilo Eddie Bertozzi conclui que esta é uma abordagem ao "cinema como busca de Deus. A imagem é a fé, a palavra é a poesia, o tempo é uma expectativa lírica da manifestação divina no mundo." Tal repercute-se em passagens referentes ao sentido espiritual e profundamente material do som, bem como do diálogo entre a luz e a sombra.

### Natureza
Outro tema predominante de Pathos Ethos Logos diz respeito à natureza. Em particular, o segmento Ethos interpretado por Rafaela Jacinto, o dia a dia de uma clínica veterinária permite confrontar o espetador mais diretamente com a pluralidade do mundo animal. Imagens de montanhas frágeis, ou animais recém-nascidos pretendem transmitir que a humanidade se deve dedicar à natureza, para contrariar a sua própria degradação e entropia. A árvore da vida e do conhecimento surgem em risco, principalmente no tóxico ano 2037, em que o fim da humanidade se aproxima pelo efeito da crise ambiental e de saúde. As pessoas saem às ruas de lama vestidas todas de igual, com escafandros e máscaras de proteção antigás que impossibilitam comunicar entre si. Os realizadores comentaram esta abordagem à rica presença animal no filme: "Neste momento, vivemos entre florestas, campos de cultivo, rodeados por cães a gatos que se integram no ritmo do dia a dia e que não nos pertencem, mas dos quais nós cuidamos. Somos animais. Animais cruéis. E vivemos um processo de coisificação e exploração das outras espécies verdadeiramente catastrófico nas suas consequências, um sinal evidente da relação esquizofrénica que estabelecemos com a realidade."

### Duração
Com uma duração superior a dez horas, Pathos Ethos Logos é um dos filmes mais longos já produzidos. Joaquim Pinto justifica que "ninguém pergunta se um soneto de Vittoria Colonna ou um poema de Miguel Ângelo são curtos, ou se Os Lusíadas são demasiado extensos. A pior das censuras é a autocensura, e assim decidimos dar ao filme a duração que considerámos justa, independentemente de tal poder vir a limitar o seu percurso comercial."
Ainda assim, para facilitar a sua exibição, os autores decidiram dividir a obra em três partes como trilogia, cada uma com um título, unidade temporal própria e centrada numa personagem em particular. No entanto, a dupla de realizadores rejeita qualquer perspetiva que encare a obra como composta por três filmes: "Cada termo e cada parte do filme não pode ser entendida sem as outras, porque deve ser visto à luz da totalidade, para que possa ser entendido [...] Pathos Ethos Logos não é apresentado como trilogia, mas como um só filme, como um todo".

### Continuidade artística
Em entrevista, os realizadores assumiram uma continuidade entre Pathos Ethos Logos e o seu trabalho anterior, comentando em particular Porca Miséria, que se centra numa criança abandonada como Ruben, e a Trilogia Carioca: "Podemos encontrar traços das personagens Ângela e Rafaela em Yvonne Bezerra de Mello, ou em Berzó no Surfavela [...]. Os tiros que ouvimos ao longe em 2028 são ecos de 1995, balas perdidas nas favelas do Rio de que nos abrigámos várias vezes ao ajudarmos Yvonne, nas escolas que estava a construir".

## Distribuição
A primeira parte da obra, Pathos foi apresentada em dezembro de 2020, ainda antes de a fase final de pós-produção de toda a longa-metragem ter sido concluída. O filme seria concluído nos dois que se seguiram. Pathos Ethos Logos teria a sua estreia mundial na secção fora de concurso do Festival de Cinema de Locarno de 2021, sendo exibido ao longo de três sessões consecutivas, nos dias 9, 10 e 11 de agosto, dada a sua longa duração de 641 minutos.
Em Portugal, a obra completa estrearia no âmbito do 15° Lisbon & Sintra Film Festival, ao longo de três jornadas. A primeira sessão, Pathos (193 minutos), a 19 de novembro de 2021, teve a apresentação de Luís Miguel Cintra e Dom Abade Bernardino da Costa, vizinho dos realizadores no Mosteiro Beneditino de Singeverga. Neste festival, Ethos (234 minutos) estreou a 20 e Logos (214 minutos) a 21 de novembro. Seguiram-se outros festivais, como o Caminhos do Cinema Português (entre 25 e 27 de novembro de 2021), o Spirit of Fire: International Festival of Cinematographic Debuts (22 de fevereiro de 2022), e o Porto/Post/Doc (7 de setembro de 2022).
A distribuidora portuguesa, Midas Filmes lançou Pathos Ethos Logos em sala, em exclusivo no cinema Ideal (Lisboa), com a exibição de cada parte do filmes entre 14 e 20 de abril de 2022, com sessões diárias às 10:30h, 15:30h e 20:30h, cada um em horas diferentes todos os dias. A obra circulou de seguida por outros cinemas do país.
Em televisão, Pathos Ethos Logos foi transmitido no TVCine Edition a partir de 2 de janeiro de 2023. A RTP2 exibiu Pathos no sábado, 1 de julho do mesmo ano, no horário das 23:35h.

## Receção

### Audiência
Aquando a sua distribuição limitada em Portugal, a obra totalizou apenas 89 espetadores nas sessões de Pathos, 52 nas de Ethos e 62 nas sessões de Logos.

### Crítica
De forma geral, a crítica especializada recebeu Pathos Ethos Logos positivamente.  Na sessão de apresentação de Pathos Ethos Logos, o ator e encenador Luís Miguel Cintra afirmou que há muito tempo não se sentia "tão pequeno perante uma obra de arte. [...] De repente, o Joaquim e o Nuno, de quem evidentemente já espero tudo, [...] atiram-me com um calhamaço, que tudo vem mudar: são 10 horas de cinema em que navego como na minha alma, mas que me deixam interdito: o que é isto?".
O crítico do Público, Luís Miguel Oliveira, defende a ambição de Pathos Ethos Logos, ao proporcionar uma reflexão e celebração da vida, assombrada pela extinção e transitoriedade da existência. No Diário de Notícias, João Lopes Antes elogia o modo como a abordagem dos realizadores "resiste aos lugares-comuns narrativos que nos dispensam de olhar para os seres e as coisas à nossa volta - este é mesmo um objeto capaz de ligar passado e futuro nesse presente mágico que é, ou pode ser, a experiência de assistir a um filme". Francisco Ferreira, no Expresso, também conclui que não há equivalência deste filme com qualquer outro no cinema contemporâneo. Na mesma publicação, o crítico Jorge Leitão Ramos é mais comedido, questionando se a linguagem cinemática é o melhor veículo para a reflexão que Joaquim Pinto e Nuno Leonel propõem.

Internacionalmente, a receção desta longa-metragem também foi calorosa. Giampiero Raganelli, escrevendo para Quinlan, destaca a interpretação de Rafaela Jacinto, pela sua fisicalidade andrógina e maleável que lhe permite encarnar figuras femininas históricas e assumir feições alheias. Em Cultframe, Silvia Nugara conclui que "Pathos Ethos Logos é imensurável, excessivo, deliberadamente imperfeito, tomando cuidado para não se esgotar num artefacto fechado e unívoco".